# Parque Nacional Los Arrayanes
O Parque Nacional Los Arrayanes é uma reserva natural localizada  no departamento de Los Lagos, na província argentina de Neuquén, ocupando uma área de 1753 hectares da península de Quetrihué, sobre a ribeira norte do lago Nahuel Huapi.
Desde 1934 o território se encontra sob a administração dos Parques Nacionais, formando até 1971 parte do Parque Nacional Nahuel Huapi. A partir desta data tornou-se um parque autônomo em razão da importância de sua formação bosqueada em seu extremo sul, composta exclusivamente da espécie Luma apiculata (vulgo "arrayane"), uma árvore da família das mirtáceas e de crescimento lento.

## Ecossistema
O parque exibe uma mostra da ecorregião do bosque andino patagônico, na qual predominam espécies caducifoleadas, com pântanos que vão crescendo nas partes mais austrais.
O clima, ligeiramente temperado pela influência lacustre, é frio e úmido, com intensos e constantes ventos do oeste, o vale em que o parque se localiza tem origem glacial, estando a leste a cordilheira dos Andes, a estação mais úmida é o inverno; a precipitação vai diminuindo conforme se distancia da cordilheira, indo de 4.000 mm anuais em Puerto Blast a 500 mm na costa do Rio Limay.
A extensão relativamente pequena do parque restringe a variedade de espécies presentes; nas imediações do lago existe um bosque de Arrayanes Austrais, e junto a leste outras espécies de perenifólias, especialmente o Nothofagus dombeyi. A vegetação de altura inclui também a Nothofagus antarctica e Cipreste de Guaitecas(Pilgerodendron uviferum) e das Cordilheiras (Austrocedrus chilensis),Lomatia hirsuta,Laureliopsis philippiana; além de espécies menores como a Myrceugenia e o boldo(Peumus boldus).
A fauna avícola é rica, e inclui tanto espécies de hábito aquático, como Cormorão ou Biguá Imperial(Phalacrocorax atriceps) que faz seus ninhos em ilhas vizinha e o Ganso andino (Chloephaga melanoptera),como espécies do bosque como os 
chucaos (Scelorchilus rubecula), várias espécies de pássaros carpinterios(Campephilus spp.)e o Aphrastura spinicauda
Junto a água também se encontra o fortemente protegido huillín, a lontra de Rio patagômico (Lutra provocax). As espécies de bosque são de difícil avistagem, devido a seu comportamento selvagem.

## Problemas de conservação
Além dos problemas para as espécies nativas resultantes da introdução de espécies exóticas importadas da Europa, em especial o Javali e a Lebre européia e do gado bovino, o turismo tem representado um grave dano a vegetação, em especial aos arrayanes.
Devido ao seu lento crescimento, os exemplares mais jovens são destruídos inadvertidamente pelos turistas, enquanto que a remoção da vegetação superficial provocou a exposição das raízes dos exemplares maiores, danificando-as de maneira irremediável em alguns casos.
Hoje uma cerca delimita a área do bosque onde é permitido a visitação, com o resto do parque sendo designado como reserva natural estrita, estando terminantemente proibida as visitas.